# Isoxya milloti
Isoxya milloti är en spindelart som beskrevs av Emerit 1974. Isoxya milloti ingår i släktet Isoxya och familjen hjulspindlar.
Artens utbredningsområde är Madagaskar. Inga underarter finns listade i Catalogue of Life.